# Дакова къща
Къщата на Янулис Дакос (на гръцки: Αρχοντικό Γιαννούλη Δάκου) е емблематична жилищна сграда в македонския град Драма, Гърция, изключителен пример за градската архитектура от първата половина на XX век.
Къщата е пострена в 1926 – 1927 година на улица „Кундуриотис“ № 18 за тютюневия търговец Янулис Дакос. Източната ѝ фасада съвпада със средновековната източна стена на града. Състои се от приземен етаж и два етажа. Фасадите на сградата са акцентирани с хоризонтални ленти. Пиластрите са с коринтски капители. Центърът на главната фасада е подчертан с проекция на балкона на втория етаж. Прозорците са украсени с клонки и листа, а един прозорец пресича целия втори етаж по главната ос. Задната фасада има балкон по цялата дължина и стрехите над балкона са украсени с глава, обградена от клонки.